# Маккарти, Хелен (художница)
Хелен Маккарти (англ. Helen McCarthy, полное имя Helen Kiner McCarthy; 1884—1927) — американская художница, одна из основательниц художественной группы Philadelphia Ten.

## Биография

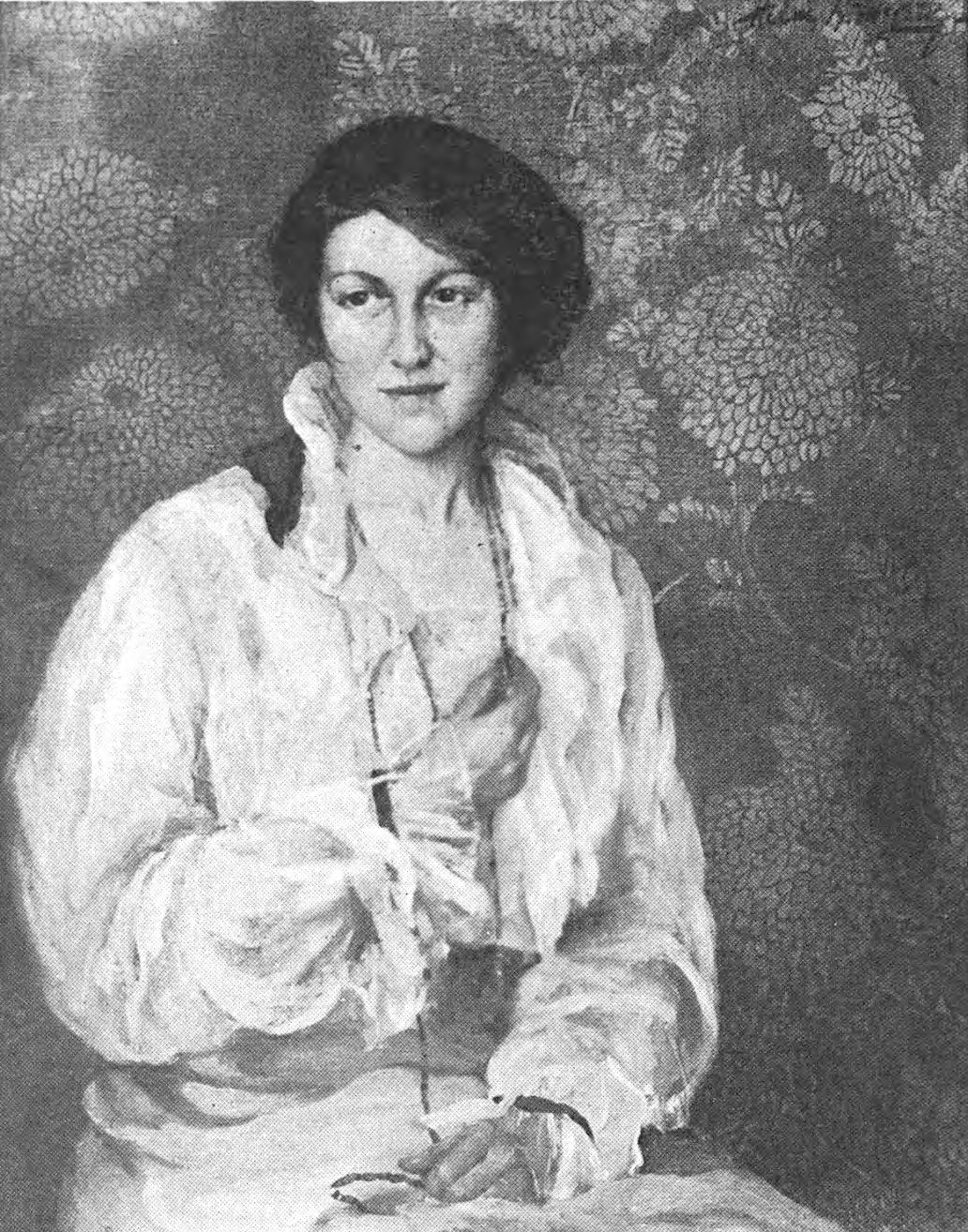
Работа Маккарти Portrait: Red and White

Родилась 6 сентября 1884 года в городе Поланд, штат Огайо.
В 1904 году она начала учиться в Филадельфийской школе дизайна для женщин у Эллиота Дейнгерфилда и Генри Снелла, которую окончила в 1909 году. После окончания школы она несколько лет делила студию в Филадельфии с Мэри-Рассел Колтон и Эдит Ховард.
С 1910 по 1926 год Хелен Маккарти выставляла свои работы в Пенсильванской академии изящных искусств, Художественном институте Чикаго, в Plastic Club и Национальной ассоциации женщин-художников. В 1917 году она участвовала в первой выставке группы «Филадельфийская десятка» в Art Club of Philadelphia. В 1920 году художница переехала в Нью-Йорк и основала студию улице East 40th St. в Гринвич-Виллидже.
Маккарти также была членом нескольких художественных групп и ассоциаций, в их числе International Society of Arts и Letters и New York Society of Painters.
Умерла 1 ноября 1927 года в Филадельфии. Была похоронена на кладбище Mattawana Cemetery города Маквейтаун, штат Пенсильвания.